# Silvio Caiozzi
Silvio Caiozzi est un réalisateur chilien né le 3 juillet 1944.

## Filmographie partielle
- 1979 : Julio comienza en julio
- 1982 : Historia de un roble solo
- 1990 : La Luna en el espejo
- 2000 : Coronación
- 2017 : ...Y de pronto el amanecer (es)